# Zima w Polsce (obraz Józefa Chełmońskiego)
Zima w Polsce – obraz olejny autorstwa Józefa Chełmońskiego, namalowany w 1882 roku.

## Historia
Dzieło powstało w 1882 roku. Obraz posiadali Robert Francis i Anne Brown Ballantine, którzy mieszkali przy 37 Washington Street, następnie był w posiadaniu ich córek: Julii Elizabeth Ballantine (Mrs. Charles Bradley) oraz Roberty Augusty Ballantine (Mrs. John OH Pitney), które przekazały go w darze na rzecz The Newark Museum of Art w 1927 roku.
Obraz znajduje się posiadaniu The Newark Museum of Art (numer inwentarzowy 27.638), jest prezentowany w John Ballantine House od 15 listopada 1976 roku.

## Charakterystyka
Obraz namalowany techniką olejną na płótnie, o wymiarach 35,5 na 73,5 cm.